# Celldelning

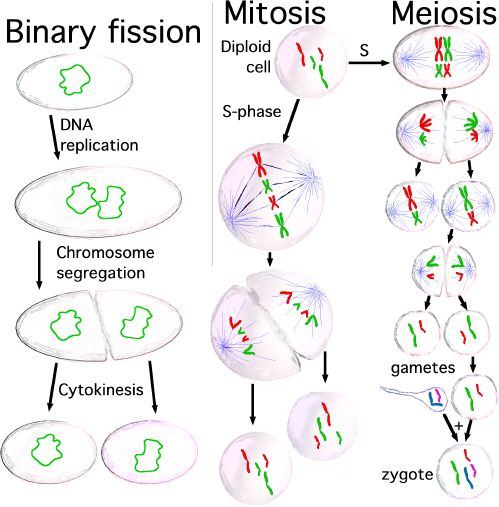

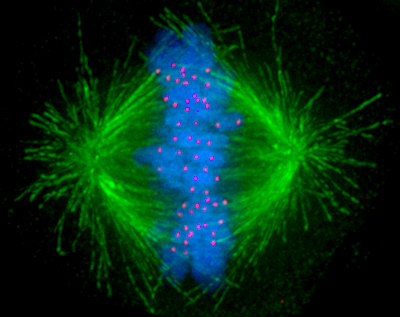
Celldelning hos en eukaryot -
mikrotubuli är grönt på bilden.
kromosomerna är blå.

Celldelning eller cytokines är den process som ligger till grund för alla levande organismers förökning. Vid vanlig celldelning omvandlas en cell till två celler och vid meios omvandlas en cell till fyra dotterceller. Man brukar skilja på tre huvudtyper av celldelning: 
1. Binär fission, vilket är celldelning hos prokaryoter.
2. Mitos är den vanliga celldelningen hos eukaryoter.
3. Meios (reduktionsdelning) sker när könsceller ska bildas hos eukaryoter.[1]

## Mitos
är celldelning hos en diploid cell där dottercellerna också blir diploida. En diploid cell innehåller två kompletta uppsättningar av kromosomer. Könsceller är däremot haploida, de har bara en komplett uppsättning av kromosomer, därför genomgår de inte mitos. Mitosen består av sex faser - profas, prometafas, metafas, anafas, telofas och cytokinesi.
Profas är den första fasen och innebär att kromatinet kondenseras i kärnan och bildar kromosomer, kromatinet sammanpackas alltså tillräckligt mycket att kromosomerna tydligt framträder. Det sker också en fördubbling av centrosomen utanför kärnan i cytoplasman. Dessa sammankopplar sig till mikrotubuli och rör sig sedan till var sin cellpol.
Prometafas är den andra fasen och är mycket snabb. Den inleds med att kärnans membran löses upp så att mikrotubulin som är sammankopplat med centrosomerna kan ta sig in i kärnområdet och binda till delningskromosomernas centromerer.
Metafas är den tredje fasen. I detta skedet är delningskromosomerna som mest veckade. Delningskromosomerna radar upp sig i cellens mittplan mitt emellan cellpolerna. Delningskromosomerna förbinder till båda centrosomerna som sitter vid bägge cellpolerna. Detta genom att mikrotubuli från den ena centrosomen binder till den ena systerkromatiden och mikrotubuli från den andra centrosomen binder till den andra systerkromatiden. Att systerkromatiderna i delningskromosomen binder till varsin centrosom innebär en garanti att systerkromatiderna går åt varsitt håll vid delningen.
Anafas är den fjärde fasen. Denna inleds med att systerkromatiderna, som har varit sammanbundna i centromererna och bildat en delningskromosom, skiljs från varandra. Anafas promting komplex eller APC aktiverar ett proteas. Detta enzym bryter i sin tur ner kohesin. Kohesin är ett protein som håller samman systerkromatiderna, när detta bryts ner delas delningskromosomen. Därefter rör systerkromatiderna sig mot varsin cellpol. Detta sker eftersom mikrotubulin depolymeseras och gör mikrotubilitrådarna kortare.
Telofasen är den femte fasen och inleds när kromosomerna har nått cellpolerna. Kärnmembranet återbildas runt systerkromatiderna vid varje cellpol så att två likadana dotterkärnor skapas. Kromosomerna vecklas ut igen så att de kan avläsas.
Cytokinesi är den sjätte och sista processen i mitosen. Cytoplasman delas upp med hjälp av en kontraktil ring som bildas på cellmembranet. Denna kontraherar så att cellen delas och försvinner sedan efter att celldelningen skett.

## Meios
Meios eller reduktionsdelning är den celldelning som sker när könsceller ska bildas. Dessa celler är haploida vilket betyder att de bara har en komplett kromosomuppsättning, alltså hälften så många om de somatiska (vanliga) cellerna har. Meiosen kan delas upp i två delar: meios I och meios II.
Profas I är den första fasen och är en lång process som kan delas upp i fem delfaser: leptoten, zygoten, pachyten, diploten och diakines. I profas I kondenseras kromatinet och bildar delningskromosomer. De homologa delningskromosomerna, alltså de delningskromosomer som liknar varandra, lägger sig nära varandra och hålls kvar där. En delningskromosom kommer från mamman och den andra från pappan.  ett utbyte av kromosommaterial ske. Överkorsning, som det heter, ger upphov till biologisk mångfald eftersom den skapar nya kombinationer av arvsanlag. Det sista som sker i profas I är att kärnmembranet som omsluter kromosomerna löses upp och centrosomen fördubblas utanför kärnan i cytoplasman. Dessa sammankopplar sig till mikrotubuli och rör sig sedan till var sin cellände.
Metafas I är den andra fasen och där binder mikrotubuli från båda kärnspolarna sig till kromosomparen. Mikrotubuli från den ena cellpolen fäster sig i den ena delningskromosomen och mikrotubuli från den motsatta cellpolen fäster sig i den andra delningskromosomen. Kromosomparen lägger sig sedan i ekvatorialplanet.
Anafas I är den tredje fasen där dras de homologa delningskromosomparen isär från varandra mot var sin cellpol. Detta sker eftersom mikrotubulin depolymeseras och gör mikrotubilitrådarna kortare. De homologa kromosomparen blir nu delningskromosomer som består av två systerkromatider som inte är genetiskt lika längre, på grund av överkorsningen i profas I.
Telofas I är den fjärde fasen inleds när delningskromosomerna nått cellpolerna. Cytoplasman delas upp med hjälp av en kontraktil ring som bildas på cellmembranet. Denna kontraherar så att cellen delas och försvinner sedan efter delningen skett. Kärnmembranet återbildas runt delningskromosomerna vid varje cellpol. Nu har två dotterceller med halverat antal kromosomer bildats.
Nu går cellen in i meios II vilket inleds med profas II. Där löses kärnmembranet upp igen. Centrosomen fördubblas i cytoplasman, associerar sig med mikrotubuli och förflyttar sig mot cellpolerna.  Mikrotubuli från varje cellpol tar sig in i kärnområdet och binder till delningskromosomerna.
Metafas II är den sjätte fasen och börjar när microtubuli binder till delningskromosomernas centromer. Mikrotubuli från den ena centrosomen binder till den ena systerkromatiden och mikrotubuli från den andra centrosomen binder till den andra systerkromatiden. Delningskromosomerna lägger sig sedan i ekvatorialplanet.
Anafas II är den näst sista fasen och inleds med att systerkromatiderna separeras från varandra och går mot var sin cellpol. Detta sker, precis som i anafas I, eftersom mikrotubulin depolymeseras och gör mikrotubilitrådarna kortare.
Telofas II är den sista fasen i meiosen. Cytoplasman delas upp [8] och med hjälp av en kontraktil ring som bildas på cell
Denna kontraherar så att cellen delas och försvinner sedan efter delningen skett. Sedan återbildas kärnmembranet runt kromosomerna. Fyra olika haploida dotterceller har nu bildats.